# Låssbäckens naturreservat
Låssbäckens naturreservat är ett naturreservat i Piteå kommun i Norrbottens län.
Området är naturskyddat sedan 2022 och är 17 hektar stort. Reservatet ligger söder om Arnemark vid Piteälvens västra strand och består av en bäck och gammal skog av gran och tall med rikligt inslag av björk och asp.